# مقدمه‌ای بر تکنولوژی robot
مقدمه‌ای بر تکنولوژی robot کتابی از محمد هاشمی است که در سال ۱۳۷۱ منتشر و در مراسم کتاب سال جمهوری اسلامی ایران به‌عنوان کتاب شایسته تقدیر معرفی شد.